# Moranida peruviensis
Moranida peruviensis is een insect uit de familie van de Nemopteridae, die tot de orde netvleugeligen (Neuroptera) behoort. 
Moranida peruviensis is voor het eerst wetenschappelijk beschreven door Mansell in 1983.